# توماس أوليموانغو
توماس أوليموانجو (بالإنجليزية: Thomas Ulimwengu)‏ (14 يونيو 1993 بتنجا في تنزانيا - ) هو لاعب كرة قدم تنزاني في مركز الهجوم. شارك مع منتخب تنزانيا لكرة القدم. أما مع النوادي، فقد لعب مع تي بي مازيمبي.

## وصلات خارجية
- توماس أوليموانغو على موقع الاتحاد الدولي (مؤرشف)  (الإنجليزية)
- توماس أوليموانغو على موقع قاعدة بيانات كرة القدم.إي يو (الإنجليزية)
- توماس أوليموانغو على موقع ناشيونال فوتبول تيمز (الإنجليزية)
- توماس أوليموانغو على موقع Soccerway.com (الإنجليزية)